# Boettcheria pyrrhopyga
Boettcheria pyrrhopyga är en tvåvingeart som först beskrevs av Hall 1933. Boettcheria pyrrhopyga ingår i släktet Boettcheria och familjen köttflugor.
Artens utbredningsområde är Panama. Inga underarter finns listade i Catalogue of Life.